# Debenhams

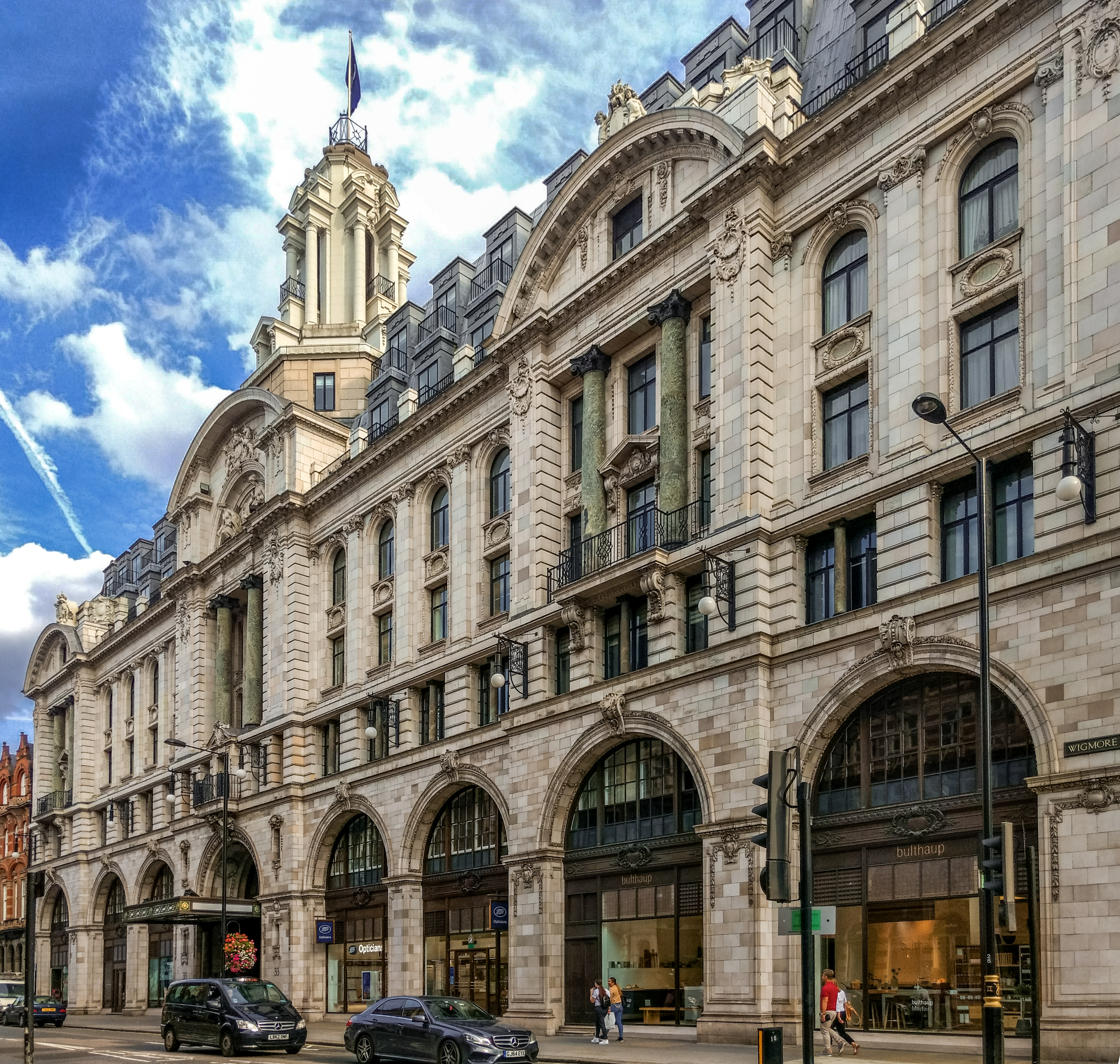
Bâtiment où se trouvait Debenham & Freebody, à Londres.

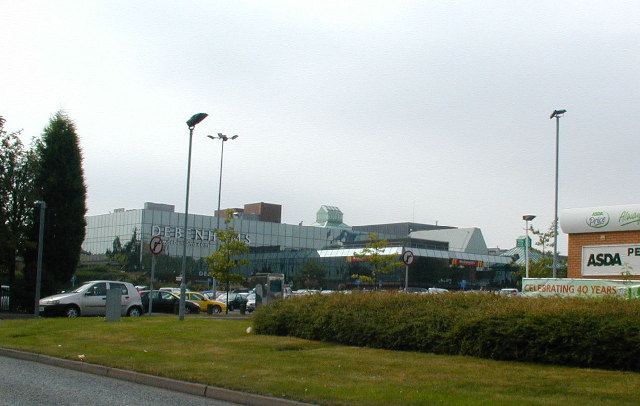
L'extérieur d'un magasin Debenhams à Telford.

Debenhams PLC est une chaîne britannique de grands magasins opérant au Royaume-Uni ou sous forme de franchises dans d'autres pays. Cette société est cotée à la Bourse de Londres et entre dans l'index FTSE 250 composé de compagnies britanniques importantes en matière de capitalisation boursière. 
La société a été membre de l'Association Internationale des Grands Magasins de 1974 à 2003. 

## Histoire
L'entreprise fut fondée en 1778 par messieurs Flint et Clark, qui commencèrent avec un magasin de tissus au 44 Wigmore Street, à Londres, nommé Flint & Clark. En 1813, William Debenham devint partenaire et le nom changea en Clark & Debenham. En 1818, l'entreprise ouvrit une seconde boutique à Cheltenham et en 1851 Clement Freebody s'associa à Debenham, ce qui changea de nouveau le nom en Debenham & Freebody. L'entreprise se constitua en société commerciale en 1905, sous le nom de Debenhams Limited.
Le groupe Debenhams tel que nous le connaissons aujourd'hui est le fruit d'acquisitions à travers le Royaume-Uni, sous la direction de son président Ernest Debenham. La première acquisition fut celle de Marshall & Snelgrove sur Oxford Street, à Londres, en 1919; parmi les suivantes, on peut citer Harvey Nichols dans le quartier luxueux de Knightsbridge en 1920. La plupart des magasins rachetés conservèrent leurs identités, jusqu'à ce qu'un aspect commun fut décidé et mis en place. L'entreprise entra à la Bourse de Londres en 1928.
En 1976, l'entreprise racheta Browns de Chester; magasin fondé en 1780 par Susannah Brown, il s'agit de la seule acquisition qui n'a pas été rebaptisée 'Debenhams' et a pu conserver son identité propre. En 1985, l'entreprise fut rachetée par le groupe de vêtements Burton; l'ensemble se scinda de la maison-mère en 1998 et fut coté à la bourse comme entité séparée. L'entreprise continua de croître, sous la direction de Belinda Earl, qui entra en fonction comme PDG en 2000. 
La société fut rachetée à la fin de 2003 par un consortium formé de CVC Capital Partners (fonds propres estimés à 46 milliards de dollars), TPG Capital (fonds propres estimés à 50 milliards de dollars) et Merrill Lynch. En 2006, l'entreprise retourna parmi les valeurs boursières de Londres. En 2006, le groupe racheta la chaîne de grands magasins Roches Stores en Irlande.
En octobre 2018, Debenhams annonce la fermeture de 50 de ses magasins dans un délai de 5 ans, du fait de difficultés financières.
Le 9 avril 2019, Debenhams refuse l'offre de dernière minute lancée par l'homme d'affaires Mike Ashley et sa chaîne de sport Sports Direct et se place sous le régime des faillites, avec prise de contrôle immédiate par ses créanciers qui vont injecter 200 millions de livres pour la relancer.
Fin janvier 2021, la fermeture de l'ensemble des magasins est annoncée, après écoulement des stocks, entrainant la perte de près de 12 000 emplois ; la marque et son site internet seront repris par le groupe d’habillement en ligne Boohoo.

## Opérations
En juillet 2008, l'entreprise comptait 147 boutiques, en incluant les boutiques Desire by Debenhams. L'ensemble des boutiques couvre 965 millions de mètres carrés à travers le Royaume-Uni et l'Irlande. Quarante boutiques opèrent également en tant que franchises dans d'autres pays. L'enseigne a introduit des marques extérieures dans ses lignes pour hommes et femmes : ces Designers at Debenhams comprennent les stylistes britanniques et irlandais Jasper Conran, John Richmond et John Rocha. En 2008, l'entreprise fut élue comme la meilleure grande surface du Royaume-Uni par GMTV.